# Pylons
Pylons — программный каркас для разработки веб-приложений с открытым исходным кодом, написанный на языке Python. В нём широко используется стандарт WSGI, что способствует эффективности повторного использования кода и модульности.
В настоящее время развитие Pylons завершено на версии 1.0, а дальнейшего развития (помимо исправления ошибок) не планируется. В качестве основы для следующего поколения программного каркаса проекта Pylons взят программный каркас repoze.bfg, получивший в рамках проекта Pylons новое имя — Pyramid. Само название Pylons становится отныне зонтичным брендом.
Pylons является более новым программным каркасом, написанным на Python, нежели более ранние разработки Django и TurboGears. Он создавался с оглядкой на особенности, плюсы и минусы уже существующих веб-фреймворков, таких как Django, Ruby on Rails, TurboGears и других, и в нём была сделана попытка вобрать всё лучшее.
Однако, так как он полностью состоит из WSGI-приложений и прослоек (middleware), а не только на низких уровнях, как другие Python-фреймворки, он оказывается очень стройным и гибким с точки зрения архитектуры и возможности изменения компонентов и добавления функциональности. Pylons использует два компонента, являющихся прямыми аналогами компонентов Ruby on Rails, реализованными на Python: Routes и WebHelpers.

## Структура Pylons
Pylons почти полностью состоит из приложений, созданных сторонними разработчиками. Таким образом Pylons полностью следует принципу «Изобретено Не Здесь».

### Установка, зависимости и настройка
Рекомендуемый способ установки Pylons — установка с помощью EasyInstall через PyPI, и большинство дополнительных библиотек устанавливаются таким же образом. EasyInstall автоматически устанавливает недостающие пакеты, когда это необходимо.
Для работы с проектами Pylons использует утилиту Paste.

### Диспетчеризация URL
На данный момент Pylons широко использует диспетчер URL Routes — переписанный на Python диспетчер из фреймворка Ruby on Rails. Однако Pylons позволяет использовать любой WSGI-совместимый диспетчер URL.

### Генерация HTML
Для генерации HTML Pylons также использует компонент из Ruby on Rails, переписанный на Python. Этот компонент называется WebHelpers и предоставляет карту URL, построенную компонентом Routes. WebHelpers также предоставляет несколько полезных функций для генерации JavaScript-кода, использующего Prototype или script.aculo.us.

### Работа с формами
Для работы с формами Pylons использует компоненты FormEncode и FormBuild. Эти компоненты, в некоторых случаях, используют шаблонизатор Mako, для генерации HTML кода форм.

### Шаблоны в Pylons
До версии 0.9.6, Pylons использовал шаблонизатор Myghty. После версии 0.9.6 в Pylons используется шаблонизатор Mako. Оба шаблонизатора основаны на использовании текста(text-based), а не XML (xml-based) и поддерживают, наследование и встраивание произвольного Python кода.
В связи с тем, что компоненты в Pylons слабо связаны — можно использовать и другие шаблонизаторы, такие как Genshi и Jinja2.

### Абстрагирование от Баз Данных иORMв Pylons
В Pylons нет библиотеки для работы с базами данных, используемой по умолчанию. Одинаково часто применяются SQLAlchemy и SQLObject.